# متیل‌ایدین‌فسفان
متیل‌ایدین‌فسفان (به انگلیسی: Methylidynephosphane) یک ترکیب شیمیایی با شناسه پاب‌کم ۱۳۸۸۴۳ است. 